# Андрю Солтис
Андрю Еден Солтис (на английски: Andrew Eden Soltis) е американски шахматист, международен гросмайстор по шахмат и автор на шахматна литература.

## Биография
Солтис е роден в град Хейзълтън, щата Пенсилвания, САЩ. През 1974 г. получава звание международен майстор, а шест години по-късно става гросмайстор. Печели турнира в Реджо Емилия (1971 – 72) и поделя първо място в Ню Йорк (1977). Печели Откритото първенство по шахмат на САЩ през 1977 г. заедно с Леонид Шамкович и Тимоти Тейлър. От 80-те години на 20 век е неактивен като състезател, с изключение през 2002 г., когато участва на 20-ия „Western States Open“.
Колонката му „Chess to Enjoy“ е една от най-дълго съществуващите в месечното шахматно списание „Chess Life“, което е издавано от Американската шахматна федерация. Солтис е смятан за един от най-плодовитите автори на шахматна литература, автор или съавтор на около 30 книги. Солтис също има седмична колонка във вестника „Ню Йорк Пост“. През 1988 г. американецът е избран за „Шахматен журналист на годината“ от „Шахматните журналисти на Америка“.

## Частична библиография
- 1976 – „Pawn Structure Chess“
- 1980 – „Catalog Chess Mistakes“
- 1986 – „The Art of Defense in Chess“
- 1987 – „A Black Defensive System For The Rest of Your Chess Career“
- 1988 – „Winning with 1 e4“
- 1990 – „Winning with 1 c4: A Complete Opening System“
- 1994 – „The Inner Game of Chess: How to Calculate and Win“
- 1997 – „Grandmaster Secrets: Endings“ (преиздадена през 2003)
- 1999 – „Soviet Chess 1917 – 1991“
- 2003 – „Bobby Fischer Rediscovered“
- 2004 – „Rethinking the Chess Pieces“
- 2005 – „How to Choose a Chess Move“
- 2006 – „The 100 Best Chess Games of the 20th Century, Ranked“
- 2007 – „Transpo Tricks in Chess“
- 2008 – „The Wisest Things Ever Said About Chess“
- „Karl Marx Plays Chess: And Other Reports on the World's Oldest Game“
- „Turning Advantage into Victory in Chess“